# Манастир Хагпат
Манастир Хагпат (јерм. Հաղպատավանք) средњовековни је јерменски манастир који се налази у истоименом селу у провинцији Лори. Представља врхунац верске архитектуре и главни центар за обуку у средњем веку. Манастир је основан од стране краљице Косровануш, жене краља Ашота III, вероватно 976. године тј. у 10. веку. Због мешавине елемената византијске архитектуре и јерменске традиције манастир је стављен на УНЕСКО-в списак Светске баштине у Азији и Аустралазији 1996. године. Манастиром управља Јерменска апостолска црква.